# Jakob Messikommer

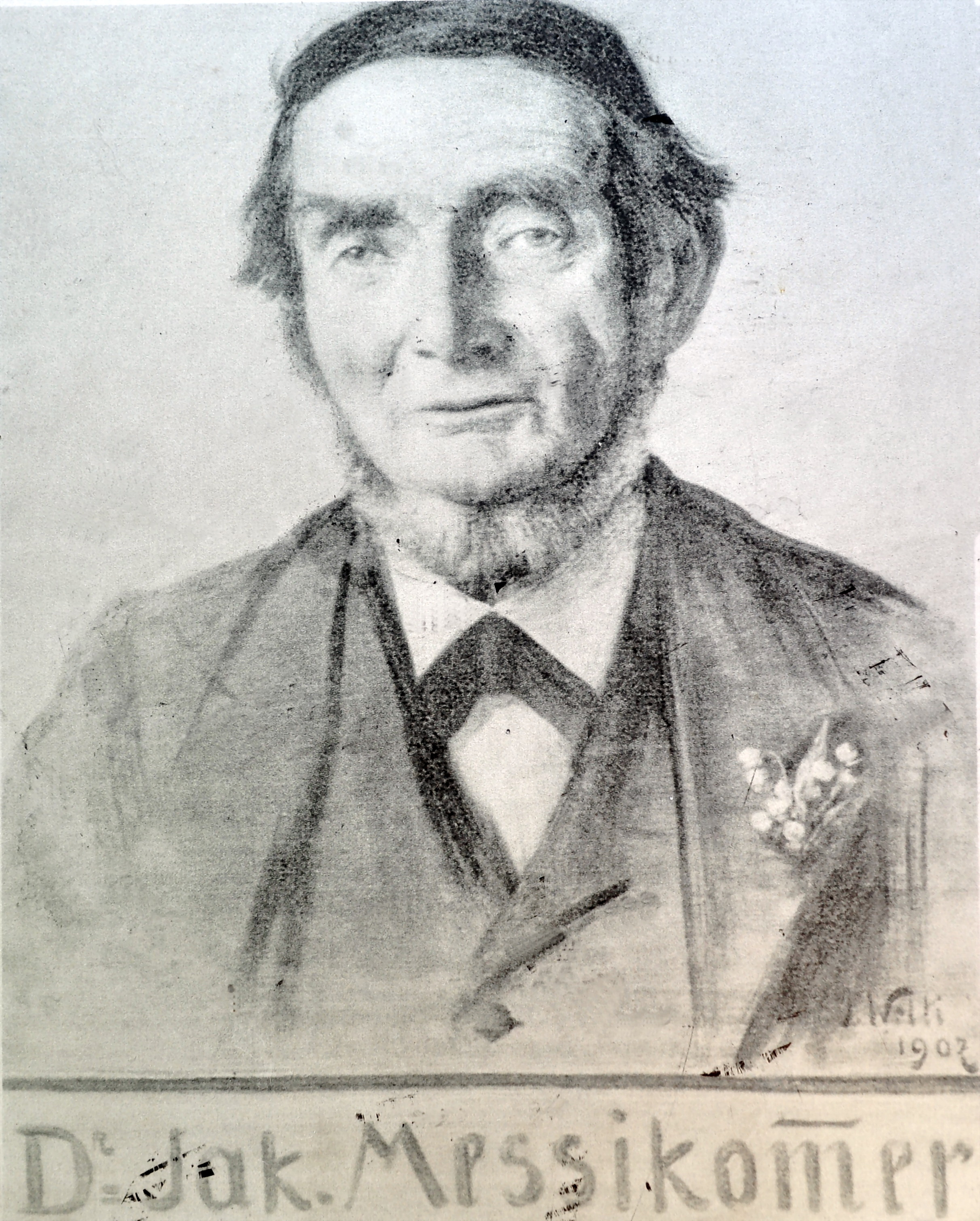
Jakob Messikommer

Jakob Messikommer (* 18. August 1828 in Wetzikon; † 23. August 1917 ebenda) war Landwirt und Dichter. 1858 entdeckte er im Robenhauser Riet Überreste einer Pfahlbausiedlung. Bis Ende der 1880er Jahre leitet er zahlreiche archäologische Grabungen in der Ostschweiz. 1893 ernannte ihn die Universität Zürich zum Ehrendoktor für seine Verdienste um die prähistorische Forschung.
Jakob Messikomer war ab 1858 in erster Ehe mit Barbara Wismer verheiratet; nach deren Tod ging er 1861 eine zweite Ehe mit Babette Barbara Mäder ein; aus beiden Ehen hatte er mehrere Kinder, zu denen auch der spätere Auktionator und Kunsthändler Heinrich Messikommer zählte.

## Gedenken
Zum Gedenken von Jakob Messikommer liess der Verkehrsverein Wetzikon 1926 einen Gedenkstein an seiner Wirkungsstätte im Robenhauser Riet errichten.

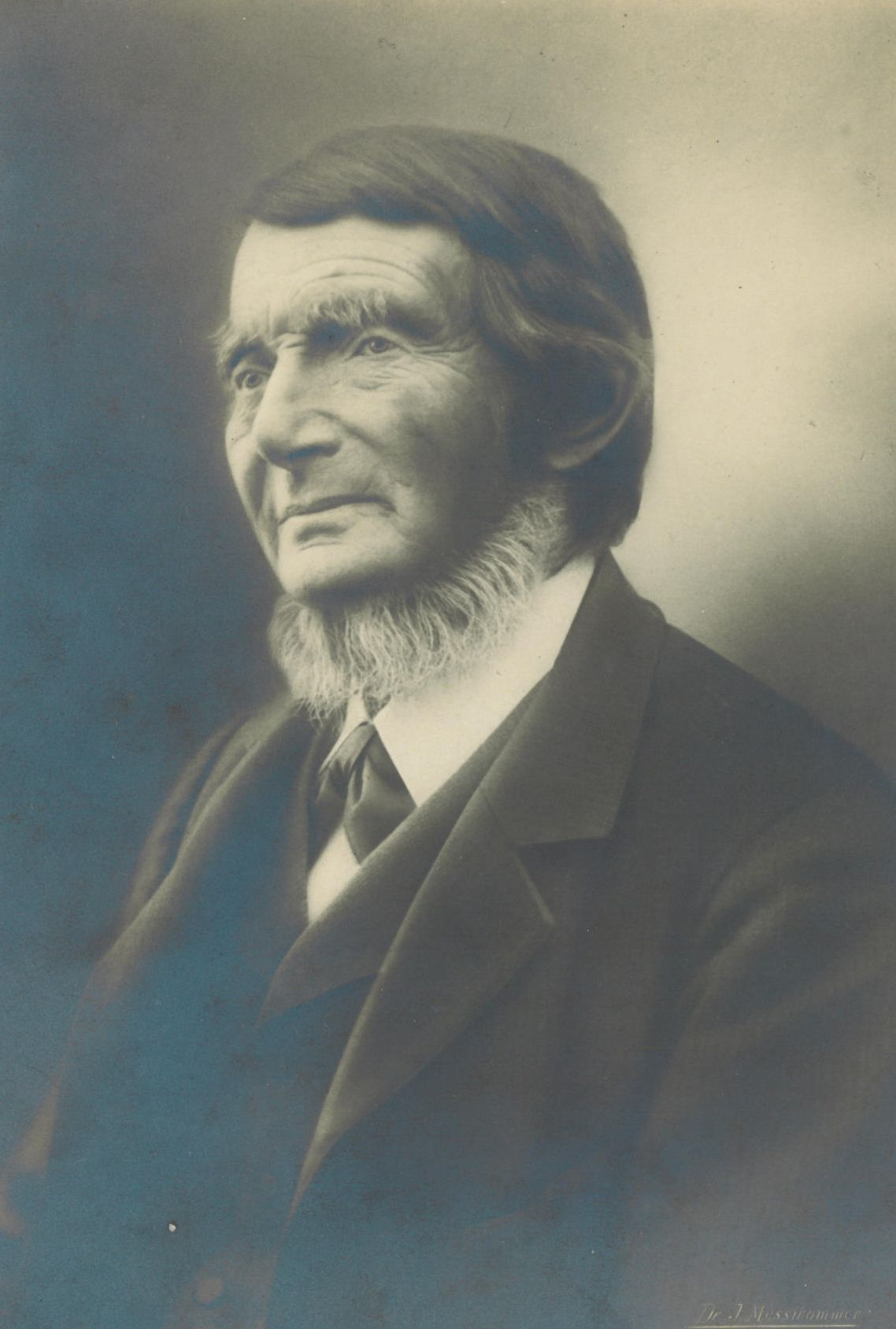
Jakob Messikommer, 1908

## Fotogalerie

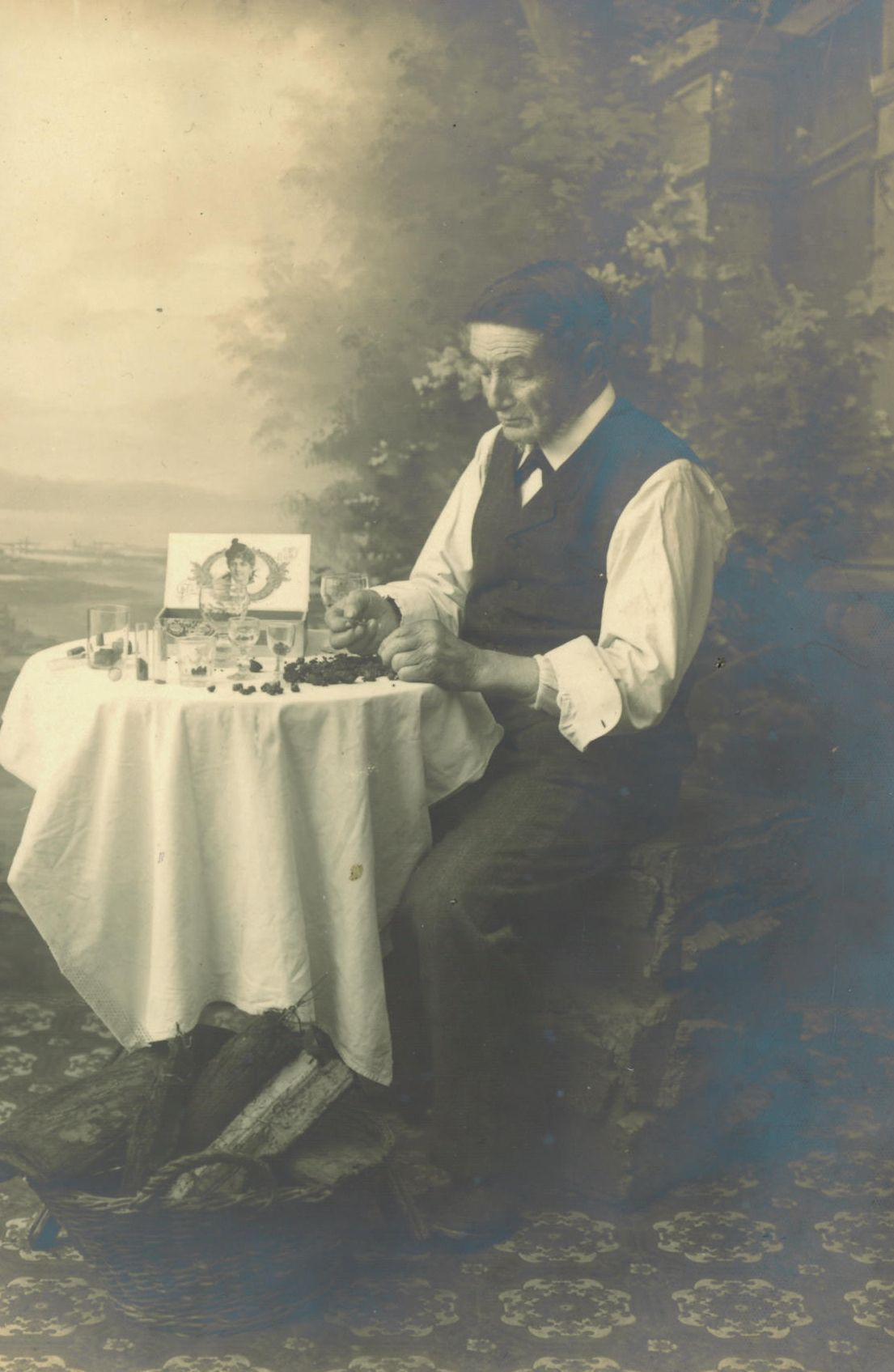
Jakob Messikommer präsentiert seine Ausgrabungsfunde
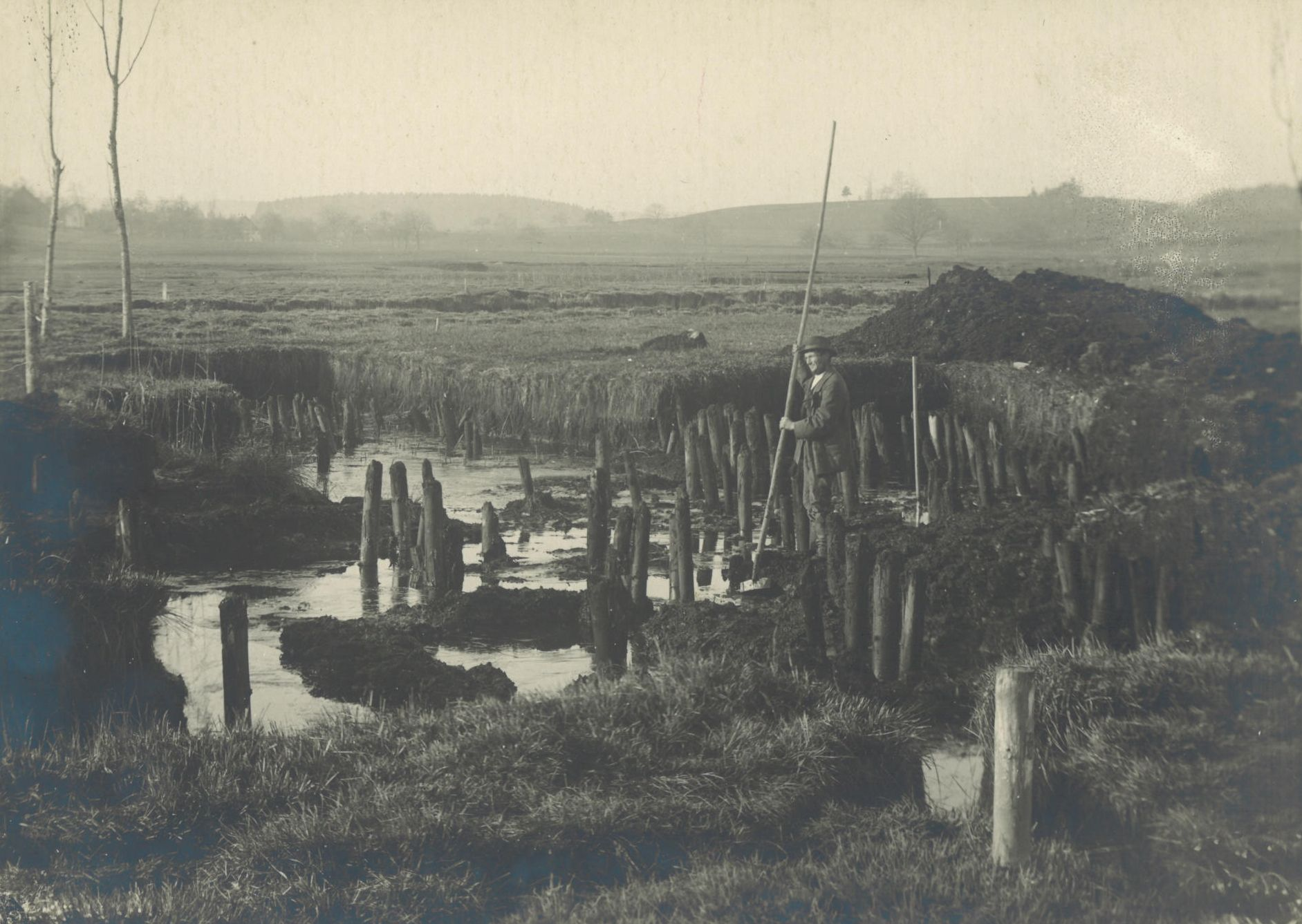
Jakob Messikommer in seinem Forschungsgebiet in Robenhausen
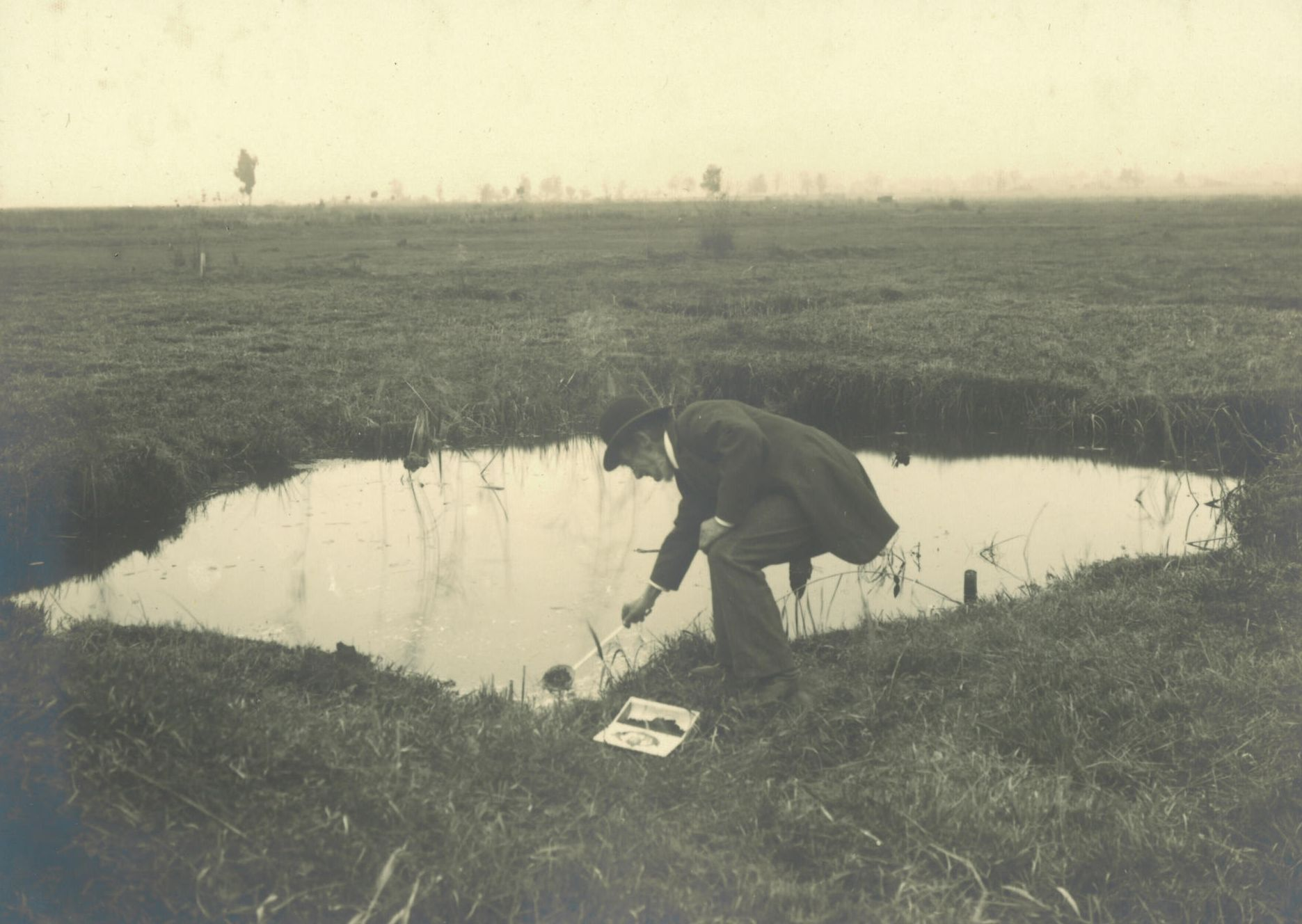
Jakob Messikommer in seinem Forschungsgebiet in Robenhausen

## Werke (Auswahl)
- Grabhügel und Einzel-Gräber im zürcherischen Oberland. In: Correspondenz-Blatt der deutschen Gesellschaft für Anthropologie, Ethnologie und Urgeschichte 23 (1892), Nr. 1. (Januar).
- Die geologischen Verhältnisse des Zürcher Oberlandes oder Die Veränderungen an der Oberfläche des Bezirkes Hinwil seit dem Beginn der Molasseperiode, der Gletscherzeit und ihren Folgen. Aktienbuchdruckerei, Wetzikon 1905.